# Пасивні операції
Пасивні операції — операції, пов'язані з формуванням банківських ресурсів. Вони відіграють первинну й вирішальну роль щодо активних операцій, для яких необхідною умовою є достатність ресурсів. Саме в результаті пасивних операцій банки отримують додаткові ліквідні кошти.
Пасивні операції включають:
- залучення коштів юридичних осіб та вкладів населення;
- отримання кредитів від комерційних банків та центрального банку;
- випуск банківських облігацій, векселів та інших зобов'язань.

Результати пасивних операцій відображаються в пасиві балансу банку.
Залежно від економічного змісту всі види діяльності комерційних банків прийнято поділяти на три групи:
- пасивні операції;
- активні операції;
- послуги.

За рахунок пасивних операцій формуються ресурси комерційного банку, які необхідні йому понад власний капітал для забезпечення нормальної діяльності, підтримання ліквідності на належному рівні та отримання запланованого доходу. Акумульовані в результаті пасивних операцій грошові кошти складають переважну частину ресурсів банку, що визначає важливу роль цих операцій в його діяльності.